# Башиловка
Баши́ловка (укр. Башилівка) — село, Башиловский сельский совет, Близнюковский район, Харьковская область.
Код КОАТУУ — 6320680501. Население по переписи 2001 г. составляет 364 (164/200 м/ж) человека.
Является административным центром Башиловский сельский совет, в который, кроме того, входят сёла Луговое, Новоивановка, Новопокровка, Рясное, Софиевка и Червоное.

## Географическое положение
Село Башиловка находится на левом берегу реки Самара, есть мост. На противоположном берегу реки расположено село Новоивановка, в 1,5 км на северо-восток находится село Червоное, в 1-м км на запад — село Луговое, возле села заросшее озеро ~22 га.

## История
- 1860 — дата основания.

## Экономика
- В селе раньше была молочно-товарная ферма.
- Частное сельскохозяйственное предприятие «Украина».

## Культура
- Башиловская общеобразовательная школа I—III ступеней. На данный момент закрыта.
- Клуб.
- Стадион.

## Достопримечательности
- Братская могила советских воинов. Похоронено 60 воинов.
- Памятник воинам-односельчанам 1941—1945 гг.